# Schweizer Parlamentswahlen 1857/Resultate Nationalratswahlen

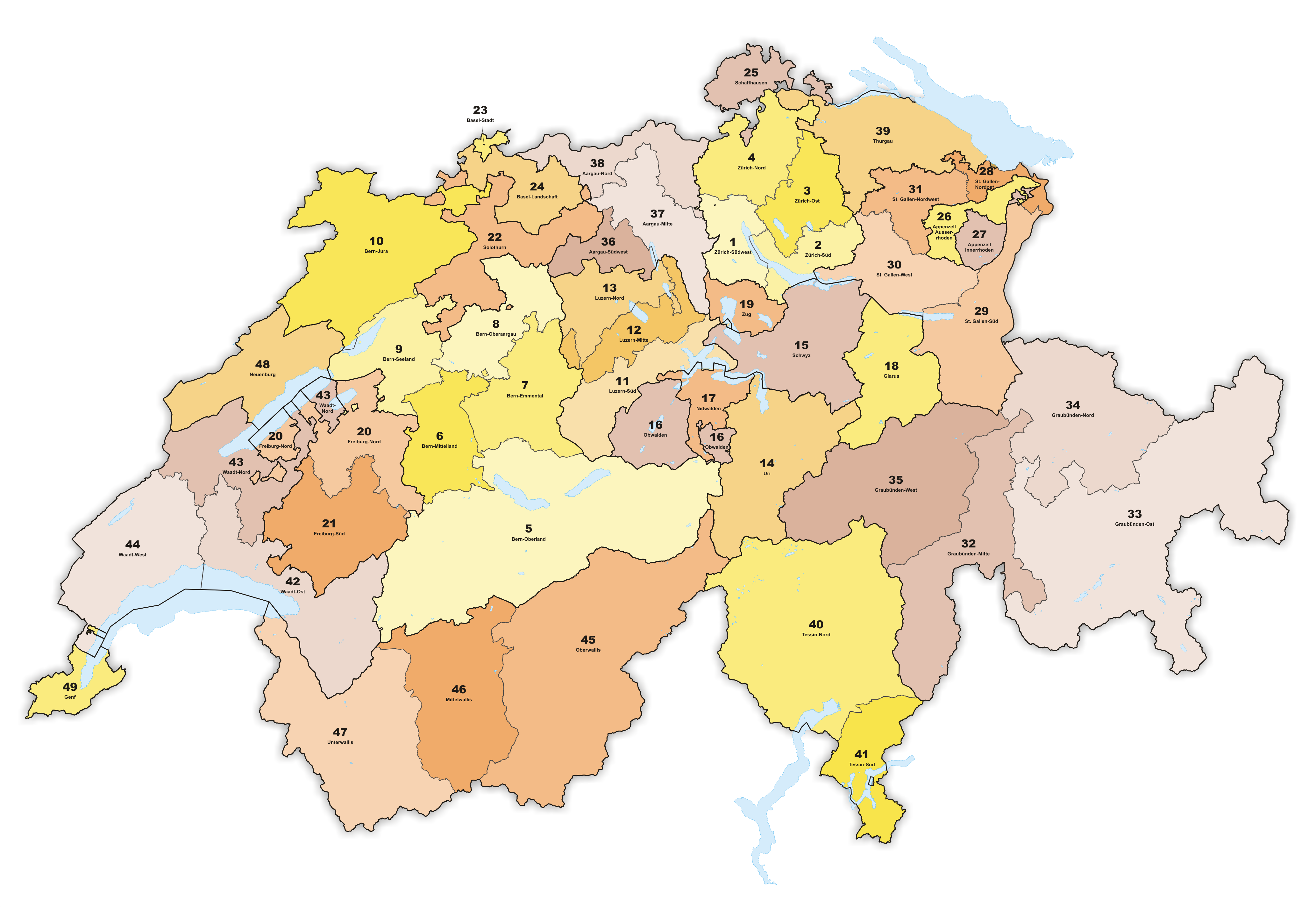
Nationalratswahlkreise von 1851 bis 1863

Die Nationalratswahlen der 4. Legislaturperiode fanden am 28. Oktober 1857 statt. Neu zu besetzen waren 120 Sitze im schweizerischen Nationalrat. Auf dieser Seite findet sich eine Übersicht über die detaillierten Resultate in den Kantonen.

## Erklärungen
Wie bei allen Wahlen vor der Einführung des heute üblichen Proporzwahlrechts im Jahr 1919 gelangte das Majorzwahlrecht zur Anwendung. Das Land war zu diesem Zweck in 49 unterschiedlich grosse Nationalratswahlkreise unterteilt, in denen ein bis vier Sitze zu vergeben waren. Angewendet wurde die so genannte romanische Mehrheitswahl, bei der ein Kandidat die absolute Mehrheit der abgegebenen Stimmen benötigte, um gewählt zu werden. Jeder Wähler hatte so viele Stimmen, wie Sitze zu vergeben waren. In einzelnen Wahlkreisen waren bis zu drei Wahlgänge notwendig.
In den Kantonen Appenzell Ausserrhoden, Appenzell Innerrhoden, Glarus, Obwalden, Nidwalden und Uri erfolgte die Wahl durch die jeweilige Landsgemeinde. Aus diesem Grund sind keine genauen Ergebnisse verfügbar.
- Wahlkreis: Die Wahlkreise waren fortlaufend nummeriert, geordnet nach der Reihenfolge der Kantone in der schweizerischen Bundesverfassung. Aufgrund der wechselnden Anzahl Wahlkreise im Laufe der Jahre erhielten manche mehrmals eine neue Nummer. Deshalb besitzen die weiterführenden Artikel ein Lemma mit einer inoffiziellen geographischen Bezeichnung.
- Gewählte Kandidaten sind fett markiert, nicht gewählte Kandidaten sind kursiv markiert

## Parteien
Eine Zuordnung von Kandidaten zu Parteien und politischen Gruppierungen ist nur bedingt möglich, da sie nicht auf offiziellen Parteilisten kandidierten. Der politischen Wirklichkeit des 19. Jahrhunderts entsprechend kann man eher von Parteiströmungen oder -richtungen sprechen. Die verwendeten Parteibezeichnungen sind daher eine ideologische Einschätzung.
- FL = Freisinnige Linke (Freisinnige, Radikale, Radikaldemokraten)
- LM = Liberale Mitte (Liberale, Liberaldemokraten)
- KK = Katholisch-Konservative
- ER = Evangelische Rechte (evangelische/reformierte Konservative)
- DL = Demokratische Linke (extreme Linke)

## Ergebnisse der Nationalratswahlen

### Kanton Aargau (10 Sitze)
| Wahlkreis | Sitze | Datum                           | Wahlbe- rechtigte | Anzahl Wählende | Wahlbe- teiligung | Gewählte und Nichtgewählte | Partei         | Stimmen                                          | Anteil                                           |
| --------- | ----- | ------------------------------- | ----------------- | --------------- | ----------------- | --- | -------------- | ------------------------------------------------ | ------------------------------------------------ |
| Nr. 36    | 3     | 25. Oktober 1857                | 10 073            | 8 414           | 83,5 %            | Friedrich Frey-Herosé Samuel Frey Carl Feer-Herzog Adolf Fischer Otto Senn                                                    | FL LM FL       | 07 515 05 253 03 254 02 793 02 789               | 89,3 % 62,4 % 38,7 % 33,2 % 33,1 %               |
| Nr. 36    | 3     | 8. Dezember 1857 (2. Wahlgang)  | 10 080            | 8 584           | 85,2 %            | Carl Feer-Herzog Otto Senn | LM FL          | 05 879 01 453                                    | 68,5 % 16,9 %                                    |
| Nr. 36    | 3     | 3. Januar 1858                  | 10 059            | 8 213           | 81,7 %            | Johann Plüss Fr. Strähl Johann Haberstich                                                                                     | FL FL LM       | 02 559 01 572 01 077                             | 31,2 % 19,1 % 13,1 %                             |
| Nr. 36    | 3     | 24. Januar 1858                 | 10 005            | 8 062           | 80,6 %            | Johann Plüss Fr. Strähl Johann Haberstich                                                                                     | FL FL LM       | 03 920 02 337 01 015                             | 48,6 % 29,0 % 12,6 %                             |
| Nr. 36    | 3     | 7. Februar 1858                 | 9 966             | 8 109           | 81,4 %            | Johann Plüss Fr. Strähl | FL FL          | 05 339 01 807                                    | 65,8 % 22,3 %                                    |
| Nr. 37    | 4     | 25. Oktober 1857                | 16 941            | 13 662          | 80,6 %            | Johann Peter Bruggisser Johann Rudolf Ringier Gottlieb Jäger Franz Waller Peter Suter Carl Feer-Herzog                        | FL LM FL LM    | 10 128 10 021 09 104 07 487 03 452 01 559        | 74,1 % 73,3 % 66,6 % 54,8 % 25,3 % 11,4 %        |
| Nr. 38    | 3     | 25. Oktober 1857                | 12 520            | 9 869           | 78,8 %            | Adolf Hauser Augustin Keller Wilhelm Karl Baldinger Wilhelm Ducloux Friedrich Joseph Bürli Joseph Stäuble Gregor Lützelschwab | FL FL KK FL KK | 07 356 07 113 03 870 03 360 01 250 01 222 01 198 | 74,5 % 72,1 % 39,2 % 34,0 % 12,7 % 12,4 % 12,1 % |
| Nr. 38    | 3     | 8. Dezember 1857 (2. Wahlgang)  | 12 486            | 10 043          | 80,4 %            | Wilhelm Karl Baldinger Friedrich Joseph Bürli Joseph Stäuble                                                                  | KK FL FL       | 04 862 02 133 01 789                             | 48,4 % 21,2 % 17,8 %                             |
| Nr. 38    | 3     | 27. Dezember 1857 (3. Wahlgang) | 12 452            | 9 950           | 79,9 %            | Wilhelm Karl Baldinger Joseph Stäuble                                                                                         | KK FL          | 07 462 01 340                                    | 75,0 % 13,5 %                                    |

### Kanton Appenzell Ausserrhoden (2 Sitze)
| Wahlkreis | Sitze | Datum            | Wahlbe- rechtigte | Gewählte                                     | Partei |
| --------- | ----- | ---------------- | ----------------- | -------------------------------------------- | ------ |
| Nr. 26    | 2     | 25. Oktober 1857 | ca. 10 200        | Johann Konrad Oertli Adolf Friedrich Zürcher | FL LM  |

### Kanton Appenzell Innerrhoden (1 Sitz)
| Wahlkreis | Sitze | Datum            | Wahlbe- rechtigte | Gewählte            | Partei |
| --------- | ----- | ---------------- | ----------------- | ------------------- | ------ |
| Nr. 27    | 1     | 25. Oktober 1857 | ca. 2 570         | Josef Anton Fässler | KK     |

### Kanton Basel-Landschaft (2 Sitze)
| Wahlkreis | Sitze | Datum            | Wahlbe- rechtigte | Anzahl Wählende | Wahlbe- teiligung | Gewählte und Nichtgewählte                                           | Partei      | Stimmen                 | Anteil                      |
| --------- | ----- | ---------------- | ----------------- | --------------- | ----------------- | -------------------------------------------------------------------- | ----------- | ----------------------- | --------------------------- |
| Nr. 24    | 2     | 25. Oktober 1857 | 10 600            | 2 132           | 20,1 %            | Stephan Gutzwiller Daniel Bieder Johann Jakob Jourdan Gottlieb Begle | FL FL DL DL | 1 750 1 134 0 657 0 354 | 82,1 % 53,2 % 30,8 % 16,6 % |

### Kanton Basel-Stadt (1 Sitz)
| Wahlkreis | Sitze | Datum            | Wahlbe- rechtigte | Anzahl Wählende | Wahlbe- teiligung | Gewählte und Nichtgewählte | Partei | Stimmen | Anteil |
| --------- | ----- | ---------------- | ----------------- | --------------- | ----------------- | -------------------------- | ------ | ------- | ------ |
| Nr. 23    | 1     | 25. Oktober 1857 | 3 559             | 937             | 27,9 %            | Johann Jakob Stehlin       | LM     | 807     | 86,1 % |

### Kanton Bern (23 Sitze)
| Wahlkreis | Sitze | Datum                           | Wahlbe- rechtigte | Anzahl Wählende | Wahlbe- teiligung | Gewählte und Nichtgewählte | Partei               | Stimmen                                                     | Anteil                                                                |
| --------- | ----- | ------------------------------- | ----------------- | --------------- | ----------------- | --- | -------------------- | ----------------------------------------------------------- | --------------------------------------------------------------------- |
| Nr. 5     | 4     | 25. Oktober 1857                | 17 500            | 6 290           | 36,0 %            | Jakob Imobersteg Johann Jakob Karlen Gottlieb Schneider Albrecht Weyermann Karl Engemann Jakob Karlen Johann Knechtenhofer Jakob Weissmüller Eduard von Müller Ulrich Ochsenbein | FL FL ER ER          | 4 435 4 223 3 903 2 627 2 556 0 900 0 324 0 275 0 225 0 189 | 70,5 % 67,1 % 62,0 % 41,7 % 40,6 % 14,3 % 05,1 % 04,4 % 03,6 % 03,0 % |
| Nr. 5     | 4     | 8. November 1857 (2. Wahlgang)  | 17 500            | 4 571           | 26,1 %            | Karl Engemann | FL                   | 3 246                                                       | 71,5 %                                                                |
| Nr. 6     | 4     | 25. Oktober 1857                | 18 100            | 6 231           | 34,4 %            | Eduard Blösch Christoph Albert Kurz August von Gonzenbach Jakob Stämpfli Gottlieb Ludwig Lauterburg Gottlieb Schneider Otto von Büren                                            | ER ER FL ER FL ER    | 4 956 3 452 3 036 2 908 2 699 2 520 2 386                   | 79,5 % 55,4 % 48,7 % 46,6 % 43,3 % 40,4 % 38,3 %                      |
| Nr. 6     | 4     | 8. November 1857 (2. Wahlgang)  | 18 100            | 6 414           | 35,4 %            | August von Gonzenbach Gottlieb Ludwig Lauterburg Niklaus Niggeler Jakob Leuenberger                                                                                              | ER ER FL FL          | 3 734 3 368 2 040 1 974                                     | 58,2 % 52,5 % 31,8 % 30,8 %                                           |
| Nr. 7     | 4     | 25. Oktober 1857                | 16 600            | 4 436           | 26,7 %            | Johann Ulrich Gfeller Karl Karrer Samuel Lehmann Christoph Albert Kurz Rudolf Schmid                                                                                             | FL FL ER FL          | 3 682 3 452 3 219 2 205 1 206                               | 82,9 % 77,7 % 72,5 % 49,7 % 27,2 %                                    |
| Nr. 7     | 4     | 8. November 1857 (2. Wahlgang)  | 16 600            | 4 632           | 27,9 %            | Rudolf Schmid Gottlieb Rudolf Bühlmann | FL ER                | 2 138 1 905                                                 | 46,2 % 41,1 %                                                         |
| Nr. 7     | 4     | 15. November 1857 (3. Wahlgang) | 16 600            | 4 539           | 27,3 %            | Rudolf Schmid Gottlieb Rudolf Bühlmann | FL ER                | 2 594 1 945                                                 | 57,1 % 42,9 %                                                         |
| Nr. 8     | 4     | 25. Oktober 1857                | 17 200            | 7 514           | 43,7 %            | Johann Bützberger Johann Rudolf Vogel Jakob Steiner Johannes Hubler | FL FL FL             | 5 566 5 539 5 481 5 478                                     | 74,1 % 73,7 % 72,9 % 72,9 %                                           |
| Nr. 9     | 3     | 25. Oktober 1857                | 13 500            | 6 406           | 47,4 %            | Jakob Stämpfli Johann Rudolf Schneider Johann August Weingart Jakob Leuenberger Simon Bandelier Christian Sahli                                                                  | FL FL ER ER FL       | 4 854 4 673 4 247 ? ?                                       | 75,7 % 72,9 % 66,3 % ? ?                                              |
| Nr. 9     | 3     | 5. Mai 1858                     | 13 500            | ?               | ?                 | Christian Sahli | FL                   | ?                                                           | ?                                                                     |
| Nr. 10    | 4     | 25. Oktober 1857                | 17 100            | 7 904           | 46,2 %            | Paul Migy Édouard Carlin Cyprien Revel Xavier Stockmar Auguste Moschard Pierre-Ignace Aubry Simon Bandelier Xavier Elsässer Étienne Choffat Henri Parrat                         | FL FL ER KK ER KK KK | 6 613 6 223 5 608 5 091 1 692 0 579 0 457 0 234 ? ?         | 83,7 % 78,7 % 71,0 % 64,4 % 26,4 % 09,0 % 07,1 % 03,6 % ? ?           |

### Kanton Freiburg (5 Sitze)
| Wahlkreis | Sitze | Datum            | Wahlbe- rechtigte | Anzahl Wählende | Wahlbe- teiligung | Gewählte und Nichtgewählte                                                                    | Partei      | Stimmen                       | Anteil                             |
| --------- | ----- | ---------------- | ----------------- | --------------- | ----------------- | --------------------------------------------------------------------------------------------- | ----------- | ----------------------------- | ---------------------------------- |
| Nr. 20    | 3     | 25. Oktober 1857 | 14 152            | 8 175           | 57,8 %            | J. F. L. Engelhard François-Xavier Bondallaz Alfred Vonderweid André Castella Dominique Dubey | LM KK FL FL | 6 540 6 296 6 243 1 105 1 082 | 80,6 % 77,5 % 76,9 % 13,6 % 13,3 % |
| Nr. 21    | 2     | 25. Oktober 1857 | 9 098             | 4 596           | 50,5 %            | Louis de Wuilleret Hubert Charles                                                             | KK KK       | 4 388 4 305                   | 97,8 % 95,9 %                      |

### Kanton Genf (3 Sitze)
| Wahlkreis | Sitze | Datum            | Wahlbe- rechtigte | Anzahl Wählende | Wahlbe- teiligung | Gewählte und Nichtgewählte                                                                    | Partei      | Stimmen                       | Anteil                             |
| --------- | ----- | ---------------- | ----------------- | --------------- | ----------------- | --------------------------------------------------------------------------------------------- | ----------- | ----------------------------- | ---------------------------------- |
| Nr. 49    | 3     | 25. Oktober 1857 | ca. 14 000        | 5 945           | 42,5 %            | Philippe Camperio James Fazy Jean-Jacques Challet-Venel Auguste Turettini Jean-Jacques Darier | LM FL LM LM | 5 734 3 580 3 492 2 426 2 301 | 96,5 % 60,2 % 58,7 % 40,8 % 38,7 % |

### Kanton Glarus (2 Sitze)
| Wahlkreis | Sitze | Datum            | Wahlbe- rechtigte | Gewählte                 | Partei |
| --------- | ----- | ---------------- | ----------------- | ------------------------ | ------ |
| Nr. 18    | 2     | 25. Oktober 1857 | ca. 7 000         | Joachim Heer Peter Jenny | LM LM  |

### Kanton Graubünden (4 Sitze)
| Wahlkreis | Sitze | Datum                           | Wahlbe- rechtigte | Anzahl Wählende | Wahlbe- teiligung | Gewählte und Nichtgewählte                                           | Partei   | Stimmen           | Anteil               |
| --------- | ----- | ------------------------------- | ----------------- | --------------- | ----------------- | -------------------------------------------------------------------- | -------- | ----------------- | -------------------- |
| Nr. 32    | 1     | 25. Oktober 1857                | 5 864             | 2 022           | 34,5 %            | Johann Andreas Sprecher Peter Conradin von Planta                    | ER LM    | 0 884 0 776       | 46,8 % 41,1 %        |
| Nr. 32    | 1     | 15. November 1857 (2. Wahlgang) | 5 864             | 2 565           | 43,7 %            | Johann Andreas Sprecher Peter Conradin von Planta                    | ER LM    | 1 305 1 207       | 50,9 % 47,1 %        |
| Nr. 33    | 1     | 25. Oktober 1857                | 5 280             | 2 093           | 39,6 %            | Remigius Peterelli Andreas Rudolf von Planta Peter Lorenz Steiner    | KK LM LM | 0 773 0 743 0 320 | 39,3 % 37,8 % 16,3 % |
| Nr. 33    | 1     | 15. November 1857 (2. Wahlgang) | 5 280             | 2 335           | 44,2 %            | Andreas Rudolf von Planta Peter Lorenz Steiner                       | LM FL    | 1 857 0 286       | 80,9 % 12,5 %        |
| Nr. 34    | 1     | 25. Oktober 1857                | 5 426             | 2 637           | 48,6 %            | Georg Michel Johann Gaudenz von Salis Johann Rudolf Brosi            | FL FL FL | 1 017 0 676 0 464 | 40,3 % 26,8 % 18,4 % |
| Nr. 34    | 1     | 15. November 1857 (2. Wahlgang) | 5 426             | 2 857           | 52,7 %            | Georg Michel Johann Gaudenz von Salis                                | FL FL    | 1 674 0 870       | 58,6 % 30,5 %        |
| Nr. 35    | 1     | 25. Oktober 1857                | 5 231             | 3 095           | 59,2 %            | Caspar de Latour Johann Bartholome Arpagaus Johann R. von Toggenburg | FL LM KK | 1 324 0 547 0 344 | 45,2 % 18,7 % 11,7 % |
| Nr. 35    | 1     | 15. November 1857 (2. Wahlgang) | 5 231             | 3 449           | 65,9 %            | Caspar de Latour Johann R. von Toggenburg Johann Bartholome Arpagaus | FL KK LM | 1 720 0 760 0 708 | 49,9 % 22,0 % 20,5 % |
| Nr. 35    | 1     | 4. Dezember 1857 (3. Wahlgang)  | 5 231             | 3 160           | 60,4 %            | Caspar de Latour Johann R. von Toggenburg Johann Bartholome Arpagaus | FL KK LM | 1 792 1 040 0 328 | 56,7 % 32,9 % 10,4 % |

### Kanton Luzern (7 Sitze)
| Wahlkreis | Sitze | Datum             | Wahlbe- rechtigte | Anzahl Wählende | Wahlbe- teiligung | Gewählte und Nichtgewählte                               | Partei      | Stimmen                 | Anteil                      |
| --------- | ----- | ----------------- | ----------------- | --------------- | ----------------- | -------------------------------------------------------- | ----------- | ----------------------- | --------------------------- |
| Nr. 11    | 2     | 25. Oktober 1857  | 8 002             | 2 625           | 32,8 %            | Josef Martin Knüsel Josef Bucher Jost Peyer Josef Banz   | LM FL KK KK | 1 713 1 628 0 912 0 765 | 65,3 % 62,0 % 34,7 % 29,1 % |
| Nr. 11    | 2     | 27. Dezember 1857 | 8 002             | ca. 1 200       | 15,0 %            | Josef Vonmatt                                            | FL          | ca. 1 200               | 100,0 %                     |
| Nr. 12    | 2     | 25. Oktober 1857  | 7 858             | ca. 2 200       | 28,0 %            | Philipp A. von Segesser Alois Kopp Jost Weber Franz Dula | KK KK LM FL | 1 487 1 364 0 777 0 772 | 67,6 % 62,0 % 35,3 % 35,1 % |
| Nr. 13    | 3     | 25. Oktober 1857  | 11 437            | ca. 2 500       | 21,9 %            | Casimir Pfyffer Josef Sigmund Bühler Anton Schnyder      | FL FL FL    | 1 481 1 434 1 427       | 59,2 % 57,4 % 57,1 %        |

### Kanton Neuenburg (4 Sitze)
| Wahlkreis | Sitze | Datum            | Wahlbe- rechtigte | Anzahl Wählende | Wahlbe- teiligung | Gewählte und Nichtgewählte | Partei                 | Stimmen                                         | Anteil                                                  |
| --------- | ----- | ---------------- | ----------------- | --------------- | ----------------- | --- | ---------------------- | ----------------------------------------------- | ------------------------------------------------------- |
| Nr. 48    | 4     | 25. Oktober 1857 | 18 500            | 10 217          | 55,2 %            | Alexis-Marie Piaget Louis Grandpierre Louis Constant Lambelet Gustave Irlet Eugène Huguenin Henri de Buren Fritz Lambelet Louis Denzler | FL FL sonst. ER sonst. | 6 619 6 566 6 494 6 443 3 741 3 590 3 216 2 870 | 64,8 % 64,3 % 63,6 % 63,1 % 36,6 % 35,1 % 31,5 % 28,1 % |

### Kanton Nidwalden (1 Sitz)
| Wahlkreis | Sitze | Datum            | Wahlbe- rechtigte | Gewählte                        | Partei |
| --------- | ----- | ---------------- | ----------------- | ------------------------------- | ------ |
| Nr. 17    | 1     | 25. Oktober 1857 | ca. 2 500         | Melchior Joller Melchior Wyrsch | FL KK  |

### Kanton Obwalden (1 Sitz)
| Wahlkreis | Sitze | Datum            | Wahlbe- rechtigte | Gewählte   | Partei |
| --------- | ----- | ---------------- | ----------------- | ---------- | ------ |
| Nr. 16    | 1     | 25. Oktober 1857 | ca. 3 000         | Franz Wirz | KK     |

### Kanton Schaffhausen (2 Sitze)
| Wahlkreis | Sitze | Datum                           | Wahlbe- rechtigte | Anzahl Wählende | Wahlbe- teiligung | Gewählte und Nichtgewählte                                                                | Partei         | Stimmen                       | Anteil                             |
| --------- | ----- | ------------------------------- | ----------------- | --------------- | ----------------- | ----------------------------------------------------------------------------------------- | -------------- | ----------------------------- | ---------------------------------- |
| Nr. 25    | 2     | 25. Oktober 1857                | ca. 6 500         | 5 613           | 86,4 %            | Friedrich Peyer im Hof Johann Georg Fuog Wilhelm Joos Constant Fornerod Johannes Bringolf | FL FL DL LM LM | 3 435 2 653 1 478 1 066 0 985 | 61,2 % 47,3 % 26,3 % 19,0 % 17,4 % |
| Nr. 25    | 2     | 1. November 1857 (2. Wahlgang)  | ca. 6 500         | 5 520           | 84,9 %            | Wilhelm Joos Johann Georg Fuog                                                            | DL FL          | 2 752 2 686                   | 49,9 % 48,7 %                      |
| Nr. 25    | 2     | 15. November 1857 (3. Wahlgang) | ca. 6 500         | 5 962           | 91,7 %            | Johann Georg Fuog Wilhelm Joos                                                            | FL DL          | 3 407 2 423                   | 57,1 % 40,6 %                      |

### Kanton Schwyz (2 Sitze)
| Wahlkreis | Sitze | Datum            | Wahlbe- rechtigte | Anzahl Wählende | Wahlbe- teiligung | Gewählte und Nichtgewählte                                | Partei   | Stimmen           | Anteil               |
| --------- | ----- | ---------------- | ----------------- | --------------- | ----------------- | --------------------------------------------------------- | -------- | ----------------- | -------------------- |
| Nr. 15    | 2     | 25. Oktober 1857 | ca. 11 900        | 2 454           | 20,6 %            | Karl Styger Josef Anton Georg Büeler Jakob Meinrad Hegner | KK KK FL | 2 226 1 866 0 769 | 90,7 % 76,0 % 31,3 % |

### Kanton Solothurn (3 Sitze)
| Wahlkreis | Sitze | Datum            | Wahlbe- rechtigte | Anzahl Wählende | Wahlbe- teiligung | Gewählte und Nichtgewählte                                                                 | Partei         | Stimmen                             | Anteil                                    |
| --------- | ----- | ---------------- | ----------------- | --------------- | ----------------- | ------------------------------------------------------------------------------------------ | -------------- | ----------------------------------- | ----------------------------------------- |
| Nr. 22    | 3     | 25. Oktober 1857 | 16 177            | 13 237          | 81,8 %            | Simon Kaiser Franz Bünzli Benedikt von Arx Bernhard Hammer Johann Jakob Trog Josef Oberlin | FL KK FL LM KK | 7 613 7 581 7 561 5 820 5 479 5 256 | 57,5 % 57,3 % 57,1 % 44,0 % 41,4 % 39,7 % |

### Kanton St. Gallen (8 Sitze)
| Wahlkreis | Sitze | Datum                          | Wahlbe- rechtigte | Anzahl Wählende | Wahlbe- teiligung | Gewählte und Nichtgewählte                                                               | Partei      | Stimmen                 | Anteil                      |
| --------- | ----- | ------------------------------ | ----------------- | --------------- | ----------------- | ---------------------------------------------------------------------------------------- | ----------- | ----------------------- | --------------------------- |
| Nr. 28    | 2     | 25. Oktober 1857               | 12 017            | 9 850           | 82,0 %            | Wilhelm Matthias Naeff Joseph Marzell Hoffmann Gallus Jakob Baumgartner Konrad Bärlocher | FL FL KK KK | 5 869 5 642 3 916 3 644 | 59,3 % 58,8 % 40,8 % 38,0 % |
| Nr. 28    | 2     | 24. Januar 1858                | 12 017            | 8 660           | 72,1 %            | Johann Baptist Weder Benedikt Höfliger                                                   | FL KK       | 5 291 3 353             | 61,1 % 38,7 %               |
| Nr. 29    | 2     | 25. Oktober 1857               | 11 733            | 8 250           | 70,3 %            | Christian Rohrer Josef Leonhard Bernold Josef Guldin Johann Baptist Weder                | KK FL KK FL | 4 318 3 941 3 929 3 494 | 53,4 % 48,7 % 48,6 % 43,2 % |
| Nr. 29    | 2     | 8. November 1857 (2. Wahlgang) | 11 733            | 8 705           | 74,2 %            | Josef Guldin Josef Leonhard Bernold                                                      | KK FL       | 4 340 4 039             | 51,2 % 47,7 %               |
| Nr. 30    | 2     | 25. Oktober 1857               | 12 273            | 9 190           | 74,9 %            | Abraham Raschle Benedikt Schubiger Xaver Rickenmann Georg Friedrich Anderegg             | FL FL KK ER | 4 793 4 785 3 938 3 854 | 54,3 % 54,2 % 44,6 % 43,7 % |
| Nr. 31    | 2     | 25. Oktober 1857               | 12 074            | 10 206          | 84,5 %            | Johann Joseph Müller Johann Matthias Hungerbühler Carl Georg Jakob Sailer Leonhard Gmür  | KK FL KK    | 5 217 5 189 4 842 4 753 | 51,8 % 51,5 % 48,1 % 47,2 % |

### Kanton Tessin (6 Sitze)
| Wahlkreis | Sitze | Datum            | Wahlbe- rechtigte | Anzahl Wählende | Wahlbe- teiligung | Gewählte und Nichtgewählte                                                                                       | Partei         | Stimmen                             | Anteil                                    |
| --------- | ----- | ---------------- | ----------------- | --------------- | ----------------- | --- | -------------- | ----------------------------------- | ----------------------------------------- |
| Nr. 40    | 3     | 25. Oktober 1857 | 13 391            | 8 700           | 65,0 %            | Cesare Bernasconi Giacomo Luvini Giovanni Battista Ramelli Carlo Pasta Giuseppe Filippo Lepori Bernardino Lurati | FL FL KK DL KK | 5 859 5 842 5 746 2 448 2 393 2 392 | 67,3 % 67,1 % 66,0 % 28,1 % 27,5 % 27,5 % |
| Nr. 41    | 3     | 25. Oktober 1857 | 13 506            | 5 295           | 39,2 %            | Giovanni Battista Pioda Giovanni Jauch Giuseppe Patocchi                                                         | FL FL FL       | 4 753 4 717 4 604                   | 89,8 % 89,1 % 86,9 %                      |
| Nr. 41    | 3     | 17. Januar 1858  | 13 506            | ca. 3 400       | 25,2 %            | Giacomo Ciani | FL             | 3 322                               | 97,7 %                                    |

### Kanton Thurgau (4 Sitze)
| Wahlkreis | Sitze | Datum                           | Wahlbe- rechtigte | Anzahl Wählende | Wahlbe- teiligung | Gewählte und Nichtgewählte                                                          | Partei      | Stimmen                     | Anteil                      |
| --------- | ----- | ------------------------------- | ----------------- | --------------- | ----------------- | ----------------------------------------------------------------------------------- | ----------- | --------------------------- | --------------------------- |
| Nr. 39    | 4     | 25. Oktober 1857                | 20 609            | 15 193          | 73,7 %            | Johann Ludwig Sulzberger Johann Baptist von Streng Johann Georg Kreis Alfred Escher | FL LM FL FL | 13 120 13 075 12 907 09 706 | 94,4 % 94,1 % 92,9 % 69,9 % |
| Nr. 39    | 4     | 22. November 1857 (2. Wahlgang) | ca. 20 000        | 14 825          | 74,1 %            | Johann Messmer Philipp Gottlieb Labhardt Augustin Ramsperger Friedrich Ludwig       | FL DL KK FL | 03 983 02 895 02 297 01 826 | 26,6 % 19,5 % 15,5 % 12,3 % |
| Nr. 39    | 4     | 4. Dezember 1857 (3. Wahlgang)  | ca. 20 000        | 14 951          | 74,7 %            | Johann Messmer Philipp Gottlieb Labhardt Augustin Ramsperger                        | FL DL KK    | 09 816 02 896 ?             | 65,7 % 19,4 % ?             |

### Kanton Uri (1 Sitz)
| Wahlkreis | Sitze | Datum            | Wahlbe- rechtigte | Gewählte       | Partei |
| --------- | ----- | ---------------- | ----------------- | -------------- | ------ |
| Nr. 14    | 1     | 25. Oktober 1857 | ca. 3 200         | Florian Lusser | KK     |

### Kanton Waadt (10 Sitze)
| Wahlkreis | Sitze | Datum                          | Wahlbe- rechtigte | Anzahl Wählende | Wahlbe- teiligung | Gewählte und Nichtgewählte                                                                                                 | Partei            | Stimmen                                         | Anteil                                                  |
| --------- | ----- | ------------------------------ | ----------------- | --------------- | ----------------- | --- | ----------------- | ----------------------------------------------- | ------------------------------------------------------- |
| Nr. 42    | 4     | 25. Oktober 1857               | 19 450            | 8 622           | 44,3 %            | Constant Fornerod Édouard Dapples Jules Martin Louis Blanchenay David Bachelard Jules Eytel Jules Puenzieux Édouard Cherix | DL LM FL DL LM FL | 5 480 4 582 4 339 3 951 3 877 3 844 3 326 2 915 | 63,6 % 53,1 % 50,3 % 45,8 % 45,0 % 44,6 % 38,6 % 33,8 % |
| Nr. 42    | 4     | 8. November 1857 (2. Wahlgang) | 19 866            | 8 441           | 42,5 %            | Louis Blanchenay David Bachelard                                                                                           | FL DL             | 4 423 3 790                                     | 52,4 % 44,9 %                                           |
| Nr. 42    | 4     | 17. Januar 1858                | 19 846            | 5 793           | 29,2 %            | Victor Ruffy Jules Eytel Jules Puenzieux                                                                                   | FL DL LM          | 3 886 0 883 0 722                               | 67,1 % 15,2 % 12,5 %                                    |
| Nr. 43    | 3     | 25. Oktober 1857               | ca. 15 500        | 6 222           | 40,1 %            | Charles Estoppey Jean-Louis Demiéville Samuel Déglon Constant Fornerod                                                     | FL LM FL LM       | 5 605 5 135 4 015 2 157                         | 90,1 % 82,5 % 64,5 % 34,7 %                             |
| Nr. 44    | 3     | 25. Oktober 1857               | 15 441            | 6 431           | 41,6 %            | Charles Bontems Louis-Henri Delarageaz Jean-Louis Ancrenaz John Berney                                                     | LM FL LM          | 5 912 5 306 4 388 1 112                         | 91,6 % 82,5 % 68,2 % 17,3 %                             |

### Kanton Wallis (4 Sitze)
| Wahlkreis | Sitze | Datum                          | Wahlbe- rechtigte | Anzahl Wählende | Wahlbe- teiligung | Gewählte und Nichtgewählte                                                              | Partei         | Stimmen                       | Anteil                             |
| --------- | ----- | ------------------------------ | ----------------- | --------------- | ----------------- | --------------------------------------------------------------------------------------- | -------------- | ----------------------------- | ---------------------------------- |
| Nr. 45    | 1     | 25. Oktober 1857               | 5 172             | 3 028           | 58,6 %            | Alexis Allet Joseph Anton Clemenz                                                       | KK LM          | 2 318 0 593                   | 78,0 % 20,0 %                      |
| Nr. 46    | 1     | 25. Oktober 1857               | 4 992             | 2 319           | 46,5 %            | Adrien de Courten Charles de Rivaz                                                      | KK LM          | 1 484 0 524                   | 64,3 % 22,7 %                      |
| Nr. 47    | 2     | 25. Oktober 1857               | 9 181             | 4 084           | 44,9 %            | Antoine Luder Joseph-Hyacinthe Barman Camille de Werra Hippolyte Pignat Maurice Claivaz | KK FL KK FL FL | 2 176 2 054 1 845 1 147 0 670 | 54,2 % 51,2 % 46,0 % 28,6 % 16,7 % |
| Nr. 47    | 2     | 6. Dezember 1857 (2. Wahlgang) | ca. 9 200         | 4 878           | 53,0 %            | Camille de Werra Maurice Barman                                                         | KK FL          | 2 518 2 353                   | 51,6 % 48,2 %                      |

### Kanton Zug (1 Sitz)
| Wahlkreis | Sitze | Datum            | Wahlbe- rechtigte | Anzahl Wählende | Wahlbe- teiligung | Gewählte und Nichtgewählte | Partei | Stimmen | Anteil  |
| --------- | ----- | ---------------- | ----------------- | --------------- | ----------------- | -------------------------- | ------ | ------- | ------- |
| Nr. 19    | 1     | 25. Oktober 1857 | 4 175             | 466             | 11,2 %            | Konrad Bossard             | KK     | 466     | 100,0 % |

### Kanton Zürich (13 Sitze)
| Wahlkreis | Sitze | Datum                           | Wahlbe- rechtigte | Anzahl Wählende | Wahlbe- teiligung | Gewählte und Nichtgewählte | Partei         | Stimmen                                         | Anteil                                                  |
| --------- | ----- | ------------------------------- | ----------------- | --------------- | ----------------- | --- | -------------- | ----------------------------------------------- | ------------------------------------------------------- |
| Nr. 1     | 4     | 25. Oktober 1857                | 18 723            | 1 687           | 9,0 %             | Alfred Escher Johann Jakob Treichler Georg Joseph Sidler Heinrich Hüni Rudolf Stehli Jonas Furrer Johannes Ryff Paul Carl Eduard Ziegler | FL FL ER       | 1 443 1 417 1 092 0 739 0 351 0 331 0 223 0 199 | 85,5 % 84,0 % 64,7 % 43,8 % 20,8 % 19,6 % 13,2 % 11,8 % |
| Nr. 1     | 4     | 8. November 1857 (2. Wahlgang)  | 18 723            | 1 335           | 7,1 %             | Heinrich Hüni Johann Jakob Sulzer Rudolf Stehli                                                                                          | FL DL FL       | 0 630 0 235 0 187                               | 47,2 % 17,6 % 14,0 %                                    |
| Nr. 1     | 4     | 22. November 1857 (3. Wahlgang) | 18 727            | 1 781           | 9,5 %             | Heinrich Hüni Rudolf Stehli Johann Jakob Sulzer                                                                                          | FL FL DL       | 1 007 0 394 0 374                               | 56,5 % 22,1 % 21,0 %                                    |
| Nr. 2     | 3     | 25. Oktober 1857                | 15 024            | 845             | 5,6 %             | Jonas Furrer Karl Adolf Huber Hermann Stadtmann Johann Heinrich Fierz Hans Ott Gottfried Nussbaumer                                      | FL FL ER FL    | 0 696 0 572 0 416 0 265 0 104 0 104             | 82,4 % 67,7 % 49,2 % 31,4 % 12,0 % 12,0 %               |
| Nr. 2     | 3     | 8. November 1857 (2. Wahlgang)  | 15 043            | 1 704           | 11,3 %            | Hermann Stadtmann Johann Heinrich Fierz Gottfried Nussbaumer                                                                             | FL FL FL       | 0 935 0 382 0 273                               | 54,9 % 22,4 % 16,0 %                                    |
| Nr. 2     | 3     | 28. Februar 1858                | 14 950            | 1 566           | 10,5 %            | Johann Heinrich Fierz Hans Ott | FL ER          | 0 881 0 622                                     | 56,3 % 39,7 %                                           |
| Nr. 3     | 3     | 25. Oktober 1857                | 15 319            | 1 607           | 10,5 %            | Heinrich Rüegg Hans Heinrich Zangger Rudolf Wäffler Johann Jakob Sulzer Johann Heinrich Ernst Ernst Guyer                                | FL FL DL FL ER | 1 281 1 181 1 154 0 195 0 167 0 148             | 79,7 % 73,5 % 71,8 % 12,1 % 10,3 % 09,3 %               |
| Nr. 4     | 3     | 25. Oktober 1857                | 15 195            | 1 556           | 10,2 %            | Rudolf Benz Ulrich Meister sr. Johann Jakob Bucher Heinrich Grunholzer Matthias Pfau                                                     | FL FL DL DL    | 1 439 1 117 0 898 0 319 0 164                   | 92,5 % 71,6 % 57,7 % 20,5 % 10,5 %                      |

## Ersatzwahlen bis 1860
Aufgrund von Vakanzen während der darauf folgenden 4. Legislaturperiode fanden in fünf Wahlkreisen Ersatzwahlen statt.
| Wahlkreis / Kanton | Ersatz für         | Datum             | Wahlbe- rechtigte | Anzahl Wählende | Wahlbe- teiligung | Gewählte und Nichtgewählte                | Partei   | Stimmen           | Anteil               |
| ------------------ | ------------------ | ----------------- | ----------------- | --------------- | ----------------- | ----------------------------------------- | -------- | ----------------- | -------------------- |
| Nr. 5 (BE)         | Jakob Imobersteg   | 26. Dezember 1858 | ca. 17 500        | 5 097           | 29,1 %            | Jakob Karlen Johann Friedrich Michel      | FL FL    | 3 251 0 585       | 63,8 % 11,3 %        |
| Nr. 8 (BE)         | Johannes Hubler    | 20. Juni 1858     | ca. 17 200        | ca. 7 300       | 42,4 %            | August Dür Jakob Leuenberger Schneeberger | FL FL ER | 4 546 1 709 0 854 | 62,3 % 23,4 % 11,7 % |
| Nr. 12 (LU)        | Alois Kopp         | 20. November 1859 | ca. 7 800         | 1 742           | 22,3 %            | Vinzenz Fischer Jost Weber                | KK LM    | 992 673           | 57,0 % 38,6 %        |
| Nr. 19 (ZG)        | Konrad Bossard     | 1. Januar 1860    | ca. 4 350         | 1 798           | 41,3 %            | Franz Josef Michael Letter                | KK       | 1 785             | 99,3 %               |
| Nr. 19 (ZG)        | Konrad Bossard     | 13. Mai 1860      | ca. 4 350         | 1 467           | 33,7 %            | Karl Kaspar Hotz                          | ?        | 869               | 59,2 %               |
| Nr. 19 (ZG)        | Konrad Bossard     | 17. Juni 1860     | ca. 4 350         | 2 450           | 56,3 %            | Wolfgang Henggeler                        | LM       | 1 725             | 70,4 %               |
| Nr. 30 (SG)        | Benedikt Schubiger | 4. Dezember 1859  | ca. 12 450        | 8 616           | 69,2 %            | Basil Ferdinand Curti Xaver Rickenmann    | FL KK    | 4 743 3 743       | 55,1 % 43,4 %        |

## Quelle
- Erich Gruner: Die Wahlen in den Schweizerischen Nationalrat 1848–1919. Band 3. Francke Verlag, Bern 1978, ISBN 3-7720-1445-3, S. 57–70.